# Conjugare bacteriană

Reprezentarea schematică a conjugării bacteriene

Conjugarea este o modalitate de transfer de material genetic de la o celulă donoare, la una receptoare, prin intermediul unei legături celulare directe. Procesul este condiționat de existența, în celula donoare, a unei plasmide cu funcție de conjugon (transferon sau plasmidă conjugativă), care trebuie sa codifice structurile necesare realizării contactului celular, iar pe de altă parte, sa pregătească transferul în celula receptoare, adică sa fie o plasmida mobilizabila. Absența uneia sau a ambelor funcții, semnifică existența plasmidelor neconjugative și/sau nemobilizabile.